# Skowronki (Mazovie)
Pour les articles homonymes, voir Skowronki.
Skowronki (prononciation : [skɔˈvrɔŋki]) est un village polonais de la gmina de Belsk Duży dans le powiat de Grójec de la voïvodie de Mazovie dans le centre-est de la Pologne.
Il se situe à environ 5 kilomètres au sud-ouest de Belsk Duży (siège de la gmina), 10 kilomètres au sud-ouest de Grójec (siège du powiat) et à 49 kilomètres au sud de Varsovie (capitale de la Pologne).

## Histoire
De 1975 à 1998, le village appartenait administrativement à la voïvodie de Radom.